# Arpino
Arpino, under antiken Arpinum, är en stad och kommun i provinsen Frosinone i regionen Lazio i mellersta Italien. Kommunen hade 7 093 invånare (2018).
Bland stadens sevärdheter finns kyrkorna Sant'Andrea och San Michele.
Arpinums mest berömde son är Marcus Tullius Cicero, född 106 f.Kr., känd som sin tids store politiker i den romerska republikens sista dagar.